# Mazhuang (köpinghuvudort i Kina, Shaanxi, lat 34,44, long 108,66)
Mazhuang (kinesiska: 马庄, 马庄镇) är en köpinghuvudort i Kina. Den ligger i provinsen Shaanxi, i den nordvästra delen av landet, omkring 29 kilometer nordväst om provinshuvudstaden Xi'an. Antalet invånare är 27 022. Befolkningen består av 13 181 kvinnor och 13 841 män. Barn under 15 år utgör 13,0 %, vuxna 15-64 år 77 %, och äldre över 65 år 8,0 %.
Runt Mazhuang är det tätbefolkat, med 709 invånare per kvadratkilometer. Närmaste större samhälle är Qindu, 11,6 km söder om Mazhuang. Runt Mazhuang är det i huvudsak tätbebyggt.
Genomsnittlig årsnederbörd är 669 millimeter. Den regnigaste månaden är september, med i genomsnitt 149 mm nederbörd, och den torraste är december, med 1 mm nederbörd.